# Rivoluzione siciliana del 1848
La rivoluzione siciliana del 1848-1849 fu un moto popolare che iniziò il 12 gennaio 1848 a Palermo. Fu il primo a scoppiare in Europa in un anno colmo di rivoluzioni e rivolte popolari, avviando quell'ondata di moti rivoluzionari che viene definita primavera dei popoli.
La rivoluzione siciliana di gennaio portò alla proclamazione, nel luglio 1848, di un "nuovo" Regno di Sicilia indipendente, che sopravvisse fino al maggio del 1849, quando si completò la riconquista borbonica.

## Il contesto storico
I regni di Napoli e di Sicilia, sebbene governati dal 1735 dallo stesso sovrano Borbone e considerati in Europa come un unico stato, avevano sempre continuato a mantenere istituzioni autonome fino al 1816. Nel dicembre di quell'anno, dopo sei secoli di separazione, vennero riuniti con la Legge fondamentale del Regno delle Due Sicilie, in una nuova entità statuale. Lo Stato istituito da Ferdinando I comprendeva, all'incirca, i territori appartenuti, durante il dodicesimo e il tredicesimo secolo, al regno di Sicilia normanno-svevo, che era stato diviso in due in seguito alla rivolta dei Vespri Siciliani nel 1282. Il nome "Due Sicilie" richiama dunque gli eventi storici che seguirono i Vespri.
Durante il tumultuoso periodo napoleonico (1806-1815), la Corte borbonica fu costretta a lasciare Napoli e a rifugiarsi alla corte di Palermo con l'assistenza della marina britannica. I britannici, con la complicità della classe baronale siciliana, furono abili a cogliere l'opportunità per forzare i Borbone a promulgare nel 1812 una nuova costituzione per la Sicilia, basata sulla forma di governo parlamentare, e fu, infatti, una costituzione alquanto liberale per quei tempi. In ogni caso, dopo il congresso di Vienna, Ferdinando IV di Napoli e III di Sicilia, appena ritornato alla corte reale di Napoli, abolì immediatamente la costituzione. Vi è una forte connessione tra questa azione e le numerose rivolte popolari, sobillate dagli stessi baroni, che ebbero luogo in Sicilia, dai moti del 1820-1821, con le prime sommosse anti-borboniche e con l'isola che si dichiarò, seppur per breve tempo, indipendente da Napoli, ai tumulti del 1837: in entrambi i casi i propositi rivoluzionari furono aspramente sedati.
Tra 1837 e il 1847 in Sicilia si manifestarono segnali di un malcontento popolare che poi sfociarono con prepotenza nei moti rivoluzionari del ’48. 
Nel 1837 una gravissima epidemia di colera aveva causato in Sicilia quasi 70000 morti che avevano provocato nella popolazione un sentimento di diffidenza e di recriminazioni nei confronti del potere, accusato di avere diffuso volontariamente la pestilenza inquinando l’acqua e l’aria. La tensione sociale sfociò in una rivolta popolare scoppiata a Siracusa e a Catania.
L'ostilità dei Siciliani nei confronti del dominio borbonico era dovuto ad un complesso di ragioni, che comprendevano la soppressione d'ogni forma d'autonomia ed il predominio degli elementi napoletani, la condizione di povertà dell'isola, il duro regime poliziesco e le violazioni degli impegni presi da parte dei governi di Napoli.
A queste proteste Re Ferdinando rispose in maniera rapida e spietata: inviò in Sicilia, con poteri straordinari, il marchese Francesco Saverio Del Carretto, ex-liberale famoso per aver stroncato i moti del Cilento del 1828, che ripristinò l'ordine con metodi brutali e oppressivi. Inoltre mise in atto una politica di repressione che non si limitò a colpire soltanto le persone, ma anche le istituzioni: la proclamazione della legge della promiscuità, la quale sancì l’abolizione dell’attribuzione di cariche pubbliche riservate rispettivamente ai sudditi dei due regni, costituisce un esempio emblematico. In seguito a questo provvedimento, i funzionari napoletani che furono spostati in Sicilia andarono a ricoprire le cariche amministrative più importanti, mentre i siciliani, furono obbligati a spostarsi nelle provincie di minore importanza.
Oltre ai provvedimenti punitivi, contribuirono a creare tensione, anche le profonde contraddizioni presenti tra lo sviluppo delle società e l’assetto politico del sistema borbonico, esasperate dalla crisi dell’industria zolfifera, e dalla ripartizione delle terre demaniali municipali che provocarono una diffusa conflittualità tra nobiltà e borghesia, contadini ricchi e poveri. Da questa conflittualità sociale scaturì la politicizzazione di larghi ceti popolari e borghesi che precedentemente non si erano schierati. Lo storico Gaetano Cingari sostiene che la politica borbonica nei confronti della Sicilia durante la Restaurazione fu guidata da tre linee guida: l'avversione al costituzionalismo, all'autonomismo ed alla nobiltà siciliana. Non si deve poi trascurare il ruolo della tradizione culturale ed intellettuale dell'autonomismo siciliano, che affermava una specifica identità regionale in contrasto a quella di Napoli.
L'opera del ministro della polizia e capo della gendarmeria di Ferdinando II, il cavaliere dell'Ordine di S. Giorgio e marchese Del Carretto, contribuì ulteriormente a destare l'odio dei siciliani nei confronti del governo napoletano, poiché questi alle misure poliziesche in senso proprio «aggiunse per malvagio animo gli atti della più bestiale ferocia, permettendo, ordinando uccisioni inutili, arsioni, stupri, saccheggi, banchetti empii, in cui le superstiti fanciulle, disonorate, dovevano celebrare la morte dei propri parenti e il trionfo della regia autorità, rappresentata da un'orda ladra e sanguinaria di sgherri e di birri napolitani. Alle rappresaglie, ai balordi rigori della censura ed ai polizieschi atti di ferocia, rispose il più intenso odio del popolo Siciliano.»

## I moti di Palermo

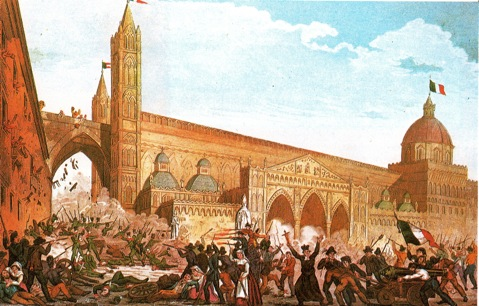
La rivolta a Palermo nel gennaio 1848

La rivoluzione siciliana di quell'anno riveste un certo significato per diverse ragioni. Anzitutto il suo precoce inizio, il 12 gennaio 1848, la rende la prima rivolta dei moti di tale anno. Essa è in realtà l'ultima di quattro grandi moti che ebbero luogo in Sicilia tra il 1800 ed il 1849 contro i Borbone, oltre ad essere poi l'origine della creazione di uno stato indipendente e autonomo che durò circa 16 mesi. Tale stato era dotato di una costituzione liberale che sopravvisse per la durata del nuovo Regno che è considerata molto democratica per il suo tempo, al punto da ispirare la compilazione dello Statuto Albertino voluto da Carlo Alberto di Savoia. Infine, la rivoluzione del '48, avendo avuto come protagonisti parecchi dei promotori della rivoluzione del 1860 è da considerarsi parte di quel processo che portò alla fine del regno dei Borbone nelle Due Sicilie che ebbe luogo tra il 1860 ed il 1861 con l'unificazione italiana detta anche Risorgimento.
La rivoluzione del 1848 fu sostanzialmente organizzata e centrata a Palermo. Essa prese inizio il 12 gennaio sotto la guida di Rosolino Pilo e Giuseppe La Masa. Il tempo d'inizio fu deliberatamente scelto affinché coincidesse con il compleanno di Ferdinando II delle Due Sicilie, essendo egli stesso nato a Palermo nel 1810 durante il periodo di occupazione napoleonica del Regno di Napoli.
La natura nobiliare della rivolta, appoggiata dalla Francia e dall'Inghilterra, era evidente nell'organizzazione, infatti manifesti e volantini vennero distribuiti tre giorni prima degli atti rivoluzionari veri e propri.
Nei giorni che precedettero l’insurrezione,  per le vie di Palermo, venne affisso un manifesto che invogliava i palermitani e i siciliani alla rivolta. Felice Venosta nella sua opera “Rosolino Pilo e la Rivoluzione Siciliana” del 1863 riporta interamente quel proclama:
Siciliani! Il tempo delle preghiere inutilmente passò, inutili le proteste, le suppliche, le pacifiche dimostrazioni…. Ferdinando tutto ha sprezzato, e noi Popolo nato libero, ridotto nelle catene e nella miseria, tarderemo ancora a riconquistare i nostri legittimi diritti? All’armi, figli della Sicilia: la forza di tutti è onnipossente…. Il giorno 12 gennaio 1848, all’alba, segnerà l’epoca gloriosa della nostra universale rigenerazione. Palermo accoglierà con trasporto quanti Siciliani armati si presenteranno al sostegno della causa comune, a stabilire riforme, istituzioni analoghe al progresso del secolo, volute dall’Europa, dall’Italia e da Pio. – Unione, ordine, subordinazione ai capi- rispetto a tutte le proprietà. Il furto vien dichiarato delitto di alto tradimento alla causa della patria, e come tale punito. Chi sarà mancante di mezzi ne sarà provveduto. Con giusti principi, il Cielo seconderà la giustissima impresa- Siciliani all’armi

### Nel resto dell'isola

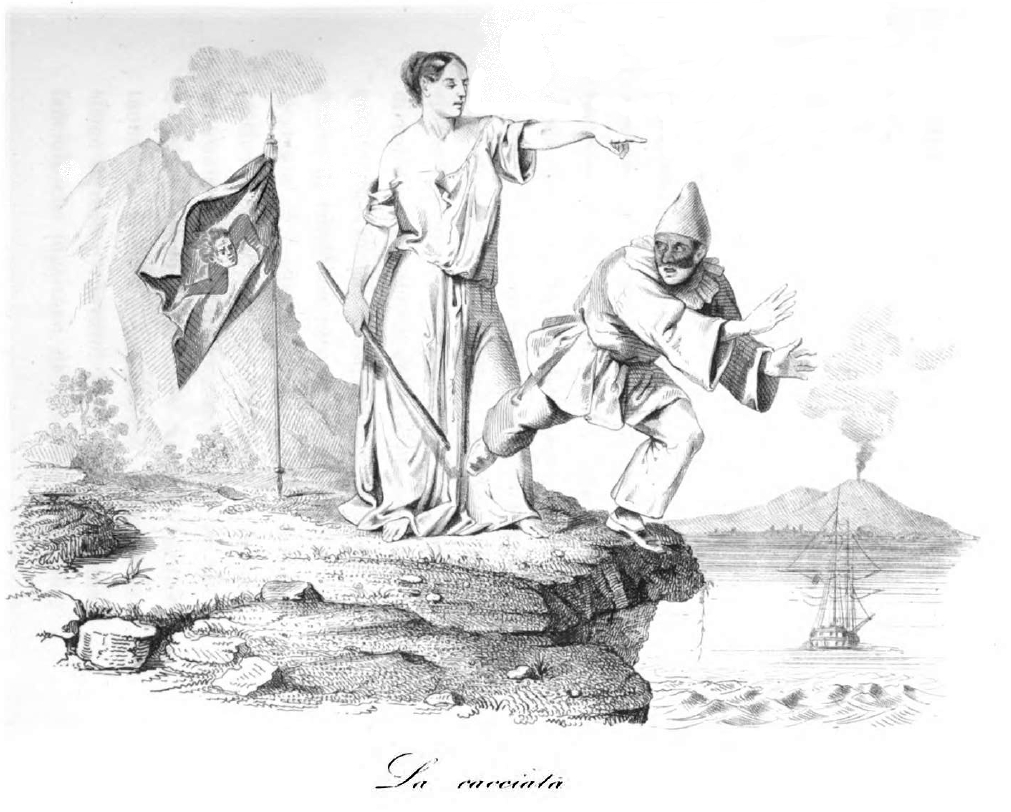
Stampa allegorica del tempo raffigurante la cacciata delle truppe napoletane dalla Sicilia all'inizio della rivolta

Nelle altre città dell'isola, avvennero diverse sollevazioni in maniera spontanea: il secondo dei capoluoghi ad insorgere fu quello di Girgenti, il 22 gennaio; il 29 gennaio Catania e lo stesso giorno insorsero pure Messina e Caltanissetta. Il 30 gennaio fu la volta di Trapani, mentre il 4 febbraio anche Noto si unì alla ribellione. Al Comitato generale siciliano di Palermo a fine mese arrivarono le adesioni di oltre 100 comuni dell'isola, che avevano aderito alla rivoluzione.
L'esercito borbonico, capitanato dal Luogotenente generale di Sicilia, Luigi Nicola de Majo, Duca di San Pietro, oppose una debole resistenza e si ritirò dall'isola. Messina e Palermo, tuttavia, furono luogo di aspri combattimenti durante la ritirata dell'esercito. 
Il 23 gennaio si riunì a Palermo il Comitato Generale, che dichiarò la monarchia borbonica ufficialmente decaduta

## La costituzione del Regno di Sicilia

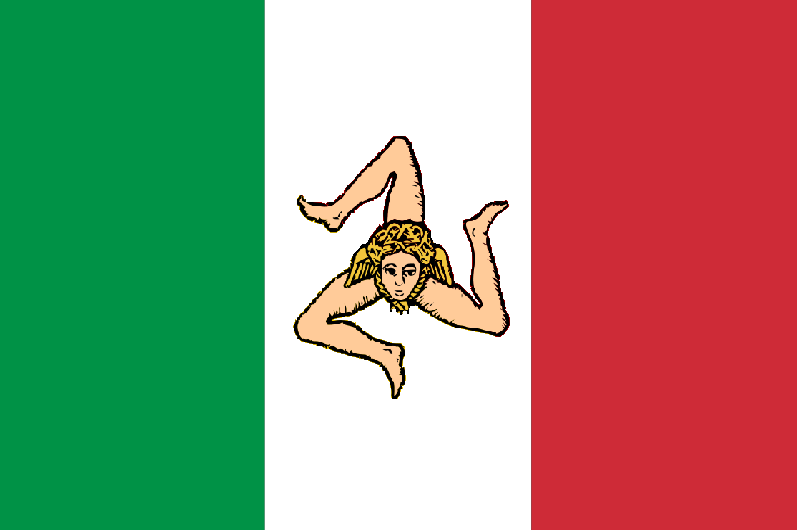
Un tricolore italiano con al centro la trinacria fu il vessillo adottato dal governo

Fu riconvocato il Parlamento siciliano di fatto soppresso dal 1817, e il 25 marzo viene proclamato il Regno di Sicilia.
Il 10 luglio si emana un nuovo Statuto costituzionale del nuovo Regno, che ricalca in parte quella del 1812 (poi abolita dal Borbone), con l'abolizione della Camera dei pari con la sostituzione di un senato elettivo, e con la scelta del regime monarchico costituzionale.
Il governo rivoluzionario di Ruggero Settimo aveva inviato una delegazione a Torino per offrire la Corona a un Principe sabaudo.
I tentativi però di eleggere nuovo re di Sicilia Ferdinando Alberto Amedeo di Savoia non riuscirono per il suo rifiuto in quanto impegnato nella prima guerra d'indipendenza. 
Intanto nel giugno 1848 il comandante della flotta siciliana Salvatore Castiglia riuscì a portare a Paola in Calabria la spedizione del colonnello Ignazio Ribotti imbarcata su due piroscafi, eludendo con un abilissimo stratagemma la vigilanza di due fregate borboniche. Il tentativo di far insorgere anche altre regioni però non riuscì.

### L'assedio di Messina

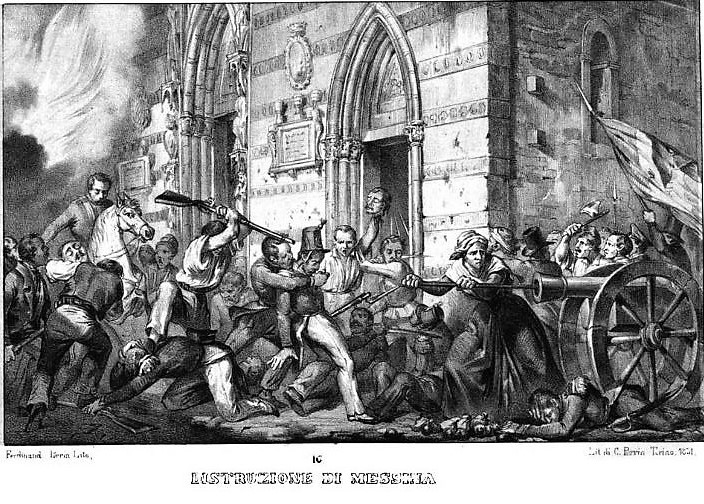
Messina 1848: scontri tra i regi borbonici e gli insorti

Un corpo di spedizione dell'esercito borbonico al comando di Carlo Filangieri, principe di Satriano, composto da 16000 uomini, sbarcò nei pressi di Messina e attaccò la città già i primi giorni di settembre del 1848. La Cittadella era rimasta in mano alle truppe siciliane e la città fu sottoposta a pesantissimi bombardamenti da parte dell'artiglieria borbonica, incendiando o riducendo in macerie interi quartieri. Le parti in gioco scrissero di episodi di crudeltà sulla popolazione civile così come sui soldati napoletani. Ferdinando II, che a causa del bombardamento di Messina fu soprannominato "re bomba", festeggiò la riconquista di Messina nella sua reggia a Caserta, con le conseguenti proteste di Francia, Russia, Stati Uniti d'America e altri paesi.
Le forze siciliane chiesero una tregua che fu concessa il 18 settembre.

## La riconquista borbonica del 1849
Nei primi mesi del 1849, l'Esercito delle Due Sicilie da Messina preparò la riconquista dell'isola, con un contingente di 24000 uomini comandato da Filangieri. Il 28 febbraio 1849, Ferdinando II indirizzò un proclama ai siciliani, promettendo un nuovo statuto per l'isola, ispirato a quello del 1812 e un proprio parlamento, che indusse però il governo palermitano a respingerlo, e Filangieri a dichiarare quindi decaduta la tregua. 

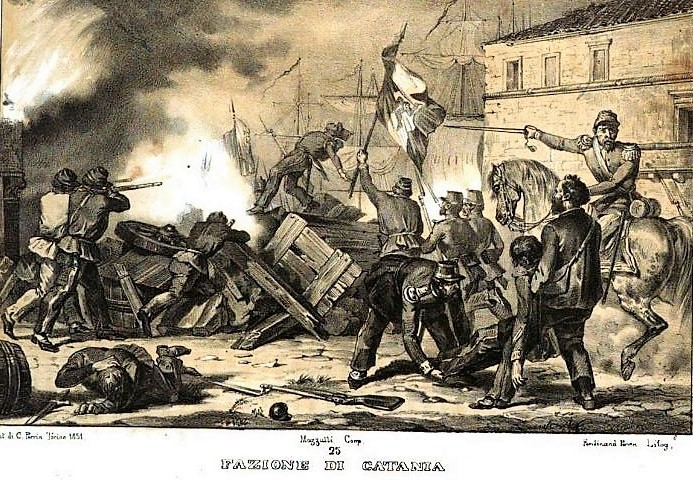
Catania 1849, scontri tra i borbonici e l'esercito nazionale siciliano

Con il successivo 19 marzo le ostilità ripresero. Le poche milizie rivoluzionarie del generale polacco Ludwik Mierosławski poco poterono contro i soldati di Filangieri: questi già il 30 riprese l'offensiva e il 7 aprile, dopo aspri combattimenti, fu occupata Catania. Nel 1898 la città fu insignita della medaglia d'oro al valor militare per le sue azioni eroiche di quei giorni. Il 9 si arrese Siracusa.
Nel frattempo, il 14 aprile, il parlamento siciliano accettava le precedenti proposte di Ferdinando II. Salvo che il 26 aprile si presentò dinnanzi a Palermo una squadra navale, con una ingiunzione alla resa e, il 5 maggio, l'avanzata dei napoletani giunse sino a Bagheria. Dopo alcuni scontri, tra l'8 e 10 maggio, giunse la notizia che il sovrano aveva concesso l'amnistia e, il 15 maggio 1849, Filangieri prese possesso di Palermo.

## Conseguenze
Cadendo Palermo, cadde l'intera isola e le speranze di continuare con uno Stato indipendente svanirono definitivamente. Ruggero Settimo, tra i 43 patrioti esclusi dall'amnistia, fu costretto a rifugiarsi a Malta dove venne ricevuto con gli onori di un capo di Stato. Tornò dall'esilio nel 1861 e divenne Presidente del Senato del neonato Regno d'Italia: carica che mantenne fino alla sua morte nel 1863, a Malta.
Dei 43 esclusi dal provvedimento di amnistia alcuni si imbarcarono per Malta, altri per Genova alla volta di Torino, altri ancora si rifugiarono a Londra. Si trattava del vertice della intellighentsija siciliana: negli anni successivi molti di essi (La Masa, La Farina, Crispi, Amari, Cordova, Fardella di Torrearsa, Francesco Paolo Perez) condivisero la causa risorgimentale e, 11 anni più tardi, furono alla base della preparazione ed attuazione della spedizione dei Mille.
Ferdinando II nominò Filangieri duca di Taormina e luogotenente generale della Sicilia. Con un decreto del re delle Due Sicilie del 15 dicembre 1849 venne imposto all'isola un debito pubblico di 20 milioni di ducati.
I lutti, il ripristino dell'assolutismo e le tasse avrebbero favorito, poco più di un decennio dopo, l'accoglienza dei picciotti siciliani all'impresa dei Mille.